# 1843 en architecture
| Années de l'architecture : 1840 - 1841 - 1842 - 1843 - 1844 - 1845 - 1846    |
| Décennies de l'architecture : 1810 - 1820 - 1830 - 1840 - 1850 - 1860 - 1870 |

Cet article présente les faits marquants de l'année 1843 en architecture.

## Réalisations

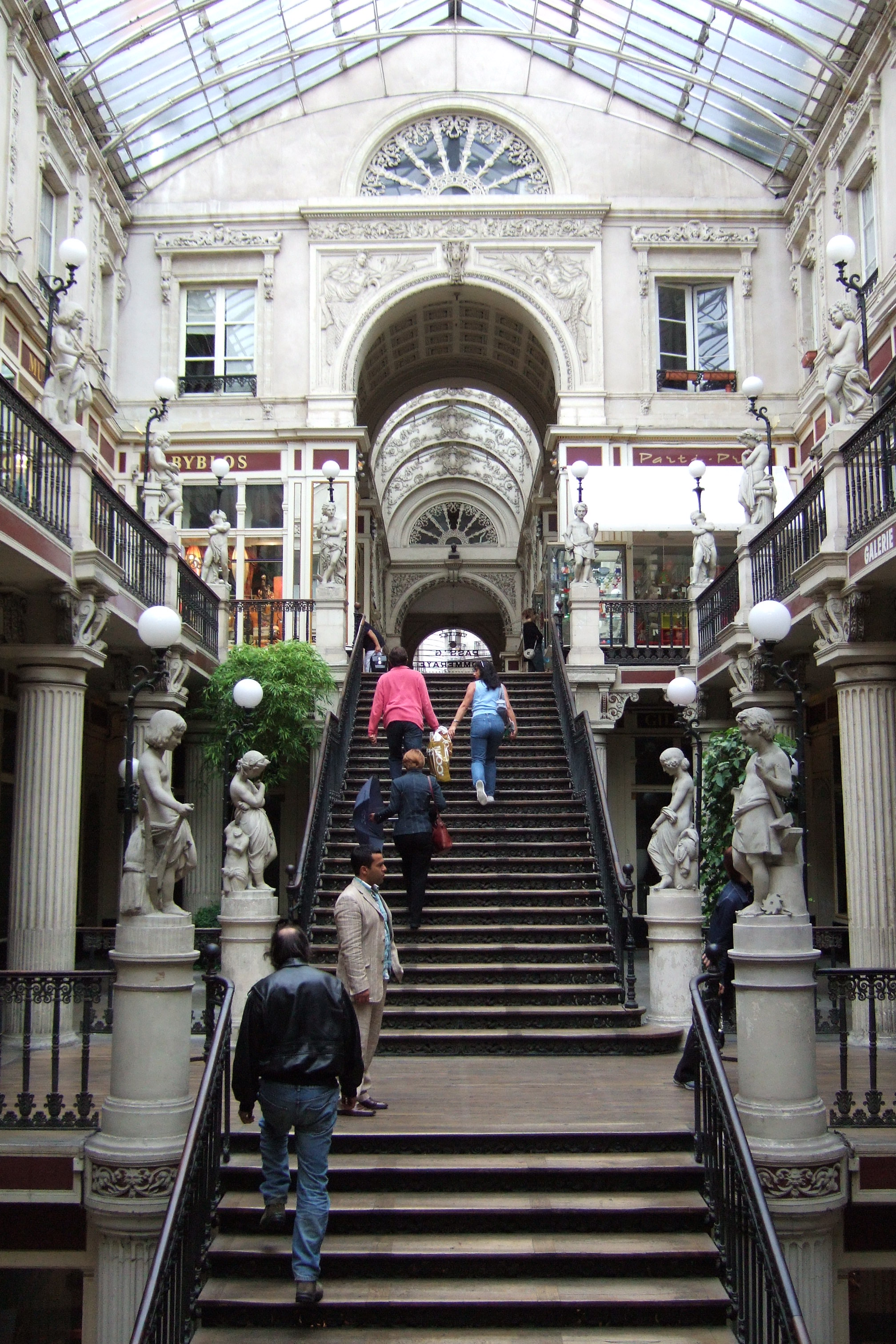
Passage Pommeraye

- 25 mars : ouverture au public du Thames Tunnel à Londres, construit par Isambard Kingdom Brunel et Marc Isambart Brunel.
- Érection de la colonne Nelson à Londres, dessinée par William Railton.
- Construction du passage Pommeraye à Nantes par Hippolyte Durand-Gasselin. Galerie commerciale couverte à 3 niveaux.
- Birley Spa, établissement de bains publics à Sheffield en Angleterre.

## Récompenses
- Prix de Rome : Jacques-Martin Tétaz.

## Naissances
- 6 juillet : Robert S. Roeschlaub († 25 octobre 1923).

## Décès
- x